# Michnovka-Pravy
Michnovka-Pravy este o arie protejată (arie specială de conservare — SAC, sit de importanță comunitară — SCI) din Republica Cehă întinsă pe o suprafață de 2,82 ha, integral pe uscat.

## Localizare
Centrul sitului Michnovka-Pravy este situat la coordonatele 50°08′10″N 15°36′46″E / 50.136111°N 15.612778°E.

## Înființare
Situl Michnovka-Pravy a fost declarat sit de importanță comunitară în noiembrie 2009 pentru a proteja 1 specie de animale. Situl a fost protejat și ca arie specială de conservare în august 2014.

## Biodiversitate
Situată în ecoregiunea continentală, aria protejată nu include niciun habitat protejat.
La baza desemnării sitului se află o specie protejată de  amfibieni: triton cu creastă (Triturus cristatus).